# Morocoy
Morocoy är en ort i Mexiko.   Den ligger i kommunen Othón P. Blanco och delstaten Quintana Roo, i den östra delen av landet, 1 100 km öster om huvudstaden Mexico City. Morocoy ligger 71 meter över havet och antalet invånare är 1 293.
Terrängen runt Morocoy är platt. Runt Morocoy är det glesbefolkat, med 16 invånare per kvadratkilometer. Morocoy är det största samhället i trakten. I omgivningarna runt Morocoy växer i huvudsak städsegrön lövskog.